# Mea culpa (film)
Mea culpa è un film del 2014 diretto da Fred Cavayé.
Film d'azione con numerosi inseguimenti, sparatorie e corpi a corpo, con protagonisti due amici indissolubilmente uniti anche dopo che un incidente costringerà uno dei due a lasciare la polizia.

## Trama
Simon è una guardia giurata a Tolone. Fino a sei anni prima era un poliziotto, ma dopo un incidente automobilistico nel quale, addormentandosi alla guida, ha provocato la morte di due persone, ha perso tutto: il lavoro, la famiglia, la serenità. Gli è rimasto l'amico Franck, accanto a lui nel fatale incidente, e che è ancora in polizia.
Il figlio Théo, di nove anni, assiste casualmente ad un assassinio operato da una banda di spietati criminali, originari dell'Europa dell'est, che da quel momento cercano di eliminarlo. Simon capisce prima della polizia la gravità della situazione e, con l'aiuto di Franck, oltre a proteggere il bambino cerca di attaccare i criminali.
La situazione precipita e, quando decidono di fuggire da Tolone, Simon, Alice e Théo vengono raggiunti all'interno del treno TGV diretto ad Aix-en-Provence. Franck se ne accorge e, montato in auto, insegue e raggiunge il treno che è stato fermato dopo la prima sparatoria al suo interno. Franck sopraggiunge giusto in tempo per salvare la vita a Simon quindi i due riescono ad eliminare tutti i criminali. Ferito a morte, l'eroico Franck confessa all'amico che fu lui ad originare il famoso incidente. Infatti, trovato l'amico già addormentato in auto, gli si sostituì. Avuto l'incidente pensò che Simon fosse morto ed effettuò lo scambio per discolparsi: successivamente non ebbe più il coraggio di dire la verità.
Simon e Alice assistono basiti alle ultime parole di Franck e, salvi, con il piccolo Théo, sono pronti per ripartire di nuovo, insieme.